# ゴライアス (ガーゴイルズ)
ゴライアス（Goliath）は、アメリカのテレビアニメ『ガーゴイルズ』に登場する架空の生物。声の出演は、日本語版で楠大典 / 英語版でキース・デイヴィッドが演じている。

## 人物
ガーゴイルズの現代編（1995年）の主人公。デモーナの夫であり、アンジェラの父親である。『夜の王』の異名を持つ。一族の中で一番強く、一族のリーダーを務めるガーゴイルで「愛と勇気と力」のガーゴイル。ディズニーのアニメ作品の全主人公の中で唯一の殺人歴を持っている（直接殺しているが戦争中に殺害しただけで相手はバイキングなどの悪人のみである）。現代編ではエリサと出会ってから悪人でも殺してはならないと学び、アンジェラと出会ってからは敵であっても自分の命を省みずに助けに行くようになっている。事実、現代編では殺したのはアントンのみで殺した後には反省していた。
名付け親は両親ではなく守衛の隊長であり、過去編では妻のデモーナが一番の親友であった。恋人時代にデモーナのプロポーズを受け結婚しており、結婚後はまだ名前がなかった妻のデモーナのことを『マイエンジェル』と呼んでいた。ゴライアスやデモーナの両親や先代や先先代やゴライアスが次長だったころはガーゴイルのリーダーと次長は主従関係にあったがゴライアスとデモーナの場合は主従関係はなく同じ位であるためリーダーのゴライアスもデモーナに頼むことはできても命令することはできなかった。994年の過去編では仲間のワイバーン一族と共にワイバーン城を守護する役目を果たしており、じきに卵から生まれる娘のアンジェラの誕生を心待ちにしていた矢先に隊長の裏切りによりワイバーン城が落城してしまいハドソンらを除く仲間のガーゴイル達は全滅。そのことに絶望し、自らもメイガスの魔法により石化する。コミック・アニメ共に2話目で石化しその後仲間の共に1000年後の現代編まで一切登場しなくなり、以後は過去編の主人公はデモーナに交代する。その後、現代編の1995年にデヴィッド・ザナトスとデモーナにより呪いを解かれ覚醒する。妻のデモーナとの再会を喜ぶが、デモーナは過去編でアーチメイジに操られており互いの信念の違いから以後は敵対する。復活後に友好関係を装うザナトスに実はレナードから盗んでいたフロッピーを盗まれたと騙したザナトスにデモーナと共にフロッピーの奪還を命じられる。しかし、ザナトスのやり方に疑問を持ち始めていたころ、刑事であるエリサ・マーザと出会いザナトスに裏切られていることに気付きザナトスと決別する。それからはエリサと協力し、仲間達と共にマンハッタンの悪人から町を守るために戦う。その後、現代編に時を超えて現れたトムとアバロン島に行きそこで娘のアンジェラと再会する。アンジェラと共にアーチメイジを打ち破り、エリサやブロンクスやアンジェラと共にマンハッタンに帰るために各国を旅しながら使命を果たしていき、マンハッタン島に帰国する。オベロン戦では宿敵でもあるザナトスの息子のアレクサンダーを養子にするためにオベロンが狙っていることを知り、ザナトスが息子と引き離されそうになっているときに「自分と同じ悲しみを味わわせたくない」という理由でザナトス親子を助けた。以後はザナトスと和解し親友の関係となった。ティタニアに見せられた夢の中で人間となるが、そうなればアンジェラが存在しなくなることを知り、エリサとアンジェラのどちらかを選ぶ選択を迫られアンジェラを選んだ。その後、ジェイソン・キャンモアやサイラゴなど様々な強敵を打ち破り、最後の敵であるジョン・キャスタウェイ（コミック版ではユナイトデビルガーゴイル）を倒し警察に逮捕させる。その後は仲間達と共にマンハッタンを守っていくことを誓う。
エリサやデモーナには、「君さえいれば不可能はない」「なによりも君が大事だ」などと人目もはばからずに言ってしまう。特にデモーナに対して言った台詞である「もちろんだマイエンジェル。君さえいれば私に不可能はない」という台詞はあまりにも有名である。現代編ではエリサは一番の親友である。性格は非常に紳士的で趣味は読書で暇なときは本を読んでおり、ティタニアに見せられた夢の中では図書管理の仕事についていた。過去編では読書は趣味ではなくデモーナと常に一緒にいてデモーナと話すことを趣味としていたが、デモーナが脱退してからは閉ざすようになり、エリサも仕事などでいないため話相手がおらず一人読書に走るようになった。デモーナとは敵対しているものの一緒に戦った際のコンビネーションは抜群であった。当初はすぐに冷静さを失いすぐ感情的になり、よく敵に騙されて人質にされることも多く、主人公として大丈夫なのかと心配させるようないままでのヒーロー像とはまったく違うヒーローであったが、やるときにはやり使命感も強く目の前では犠牲を出さないように努力するなど中盤では十分に成長している。ライバルのザナトスに結婚式に招待された際には、自分の命が狙われているにもかかわらず結婚式に出席した。デモーナに対しては敵の中で唯一「君」（きみ）と呼んでいる。また、身動きのできない相手には敵であっても攻撃を仕掛けないというポリシーを持っている。敵であっても相手のことを言うときには「彼」「彼女」と呼ぶ。小説によるとデモーナとの初夜を迎えるのにウブなため結婚後10年以上かかったとのこと。アンジェラは結婚して数10年後に産まれた初子である。
性格はかなり正直である。当初、1,000年前に人間に裏切られたことから相手を信用しにくくなっていたが、エリサやアンジェラと出会って少しずつ変わっていった。エリサと違いピンチになりやすい。
性別は雄で、第1話の時点で結婚しており子持ちの主人公である。初期は少し冷たい面もあった。
知能は妻のデモーナはもちろん、娘のアンジェラにも少し劣る。凄まじいまでの極度のツンデレであり、エリサやアンジェラやデモーナやサイラゴやザナトスなどにもツンデレっぷりを発揮している。前妻のデモーナとは敵対関係となっておりデモーナを他の仲間達には警戒するように言っているが、娘のアンジェラには「誰よりも彼女と和解したがっているのはこの私だ」と正直に自分の気持ちを伝えている。記憶を一時的に失ったエリサからは「タイニー」とデモーナからは「裁判長閣下」と呼ばれていた。

### 略歴
- 994年 バイキング族長ヘイコンにより仲間達を失い。最後に残った仲間であるハドソン達全員も王女が死んだと勘違いしたメイガスに呪いで石化させられてしまう。そのことに絶望し自らも呪いを受け彫像の姿で1000年間の眠りにつく。
- 994年 - 1995年 ゴライアス達全員は彫像のまま1,000年間の眠りにつく。以後、現代編の登場人物は一切登場しなくなり、ゴライアスの妻であるデモーナが主人公の座を引き継ぐ、その後の過去の出来事は過去編の主人公であるデモーナの視点で描かれる。
- 1995年 - 1996年 デヴィッド・ザナトスにより呪いを解かれ目覚めさせられる。しかし、それは後の壮絶な戦いの始まりにすぎなかった。不死身となったデモーナと再会するが、両者の考えの違いから対立し、以後は互いに敵対する。その後、ジェイソン・キャンモア、ロビン・キャンモアの弟である最後の敵ジョン・キャスタウェイを倒し逮捕させる。その後はこれからもマンハッタンを守っていくことを誓う。

### ガーゴイルとして
ガーゴイル一族の中で一番大きくて強い。爪や翼を武器として戦い、敵と優れた戦いを展開する。ほぼ無敵の強さを誇るがガーゴイルのため、朝日を浴びると石像になってしまう弱点がある。また、翼はあるものの飛ぶことはできないが、風にのって猾空することができる。他のガーゴイル同様に感情が高ぶると両目が青く発光する。コミック版では度重なる戦闘で力が蓄積されていき自己進化能力を得るようになる（本来は生まれつき自己進化能力を備えていたものの、その時点では不完全で自由に自己進化することはできなかった）。
複数の形態に変身可能となった。さらに、戦えば戦うほど戦闘能力は本人の意思と関係なく無限に増大するとされている。アニメ版ではそのようなことはなく、自己進化能力や他の形態への変身能力は備えていない。因みにコミック版では、ゴライアスの仲間達も後半では同様の自己進化能力を身につけるようになった。

### 他者との交わり
デモーナ
ゴライアスの妻で過去編の主人公。ゴライアスと互角の戦闘能力を持ち、知力と俊敏さと生命力ではゴライアスを完全に上回っている。ゴライアス達マンハッタン一族が封印されており、その他の登場人物が登場しない過去編の主人公である。元はゴライアスが率いていたガーゴイル達の次長であったが、現代編ではわけあってゴライアスの宿敵となっている。ゴライアスの一番の強敵であり何度もゴライアスを後一歩というところまで追い詰めている。
アンジェラ
ゴライアスの娘。ゴライアス並みの戦闘能力を誇っている。事情によりゴライアスやデモーナと離れ離れになっていたが、後に再会する。ゴライアスと違いかなり気転がききゴライアスは何度も助けられている。ゴライアスの大切な人の1人。性格は両親同様ツンデレ。
エリサ・マーザ
ゴライアスが現代編で出会った人間の刑事。母親がアフリカ人であるため黒人。初めてゴライアスを見たときもほとんど警戒しなかった。ゴライアスが好意を寄せているものの本人にはその気はないようである。終盤では両者の間で男女の愛を超えた絆を感じるようになる。ゴライアスの大切な親友の1人。
サイラゴ
ザナトスとセバリアスによって作られたゴライアスのクローン。ゴライアスと違い体色は黒く髪は白髪で両目の色はデモーナのような赤い目をしている。性格はゴライアスと正反対で冷酷かつ卑劣。ゴライアスよりも戦闘能力がかなり劣り実力に自信がないため常にレーザーガンを手放さない。分類上はゴライアスの弟または息子でもある。
デヴィッド・ザナトス
マンハッタン一族を復活させた人物であり、ゴライアスのライバル。何度もゴライアスを殺そうとするも失敗。後にオベロン戦でゴライアス達と和解し親友となった。
ユナイトデビルガーゴイル
コミックに登場した雌雄同体のガーゴイルで姿は雌のガーゴイルに似ている。レイヴン同様に魔術を使いこなすが、戦闘能力はゴライアスらの足元にも及ばない。最後はゴライアス達全員分の力を特殊装置と魔術により吸収し、アルティメットダークネスゴライアスと激闘を展開する。

### 家族関係
妻のデモーナと娘のアンジェラがいる。他に兄弟といえるかはわからないが、クローンのサイラゴがいる。

### 異性関係
現代編では相棒のエリサ・マーザとは愛を超えた絆を感じており一番の親友としている。ただし、種族の違いから一線を置いている。過去編ではデモーナからプロポーズされ結婚して一児を儲けている。その他、デモーナ以外にゴライアスの娘のアンジェラもゴライアスにベタ惚れしていた。ようするにゴライアスは妻と娘に同時に惚れられていたということになる。デモーナと結婚後も、親友のオセロの妻であるデズデモーナとは親しい仲で人間でいう女友達だったようである（不倫ではない）。

## 戦闘能力
アンジェラとのタッグでは強敵であるアーチメイジを倒している。また、バズーカで撃たれたり高所から落下しても無傷でいられるなど肉体もかなりの頑丈さを誇る。また、石像になると重症も一晩で回復する能力も併せ持つ。朝になると石像になる弱点がある反面、灼熱の地や極寒の地でも適応して自由に動くことができる。仲間達とのタッグで数々の強敵を次々と倒している。コミックでのサイラゴ戦ではサイラゴの不意打ちのバズーカの攻撃で胴体を貫かれるも、そのまま戦闘を続行している。
設定では、素手で本気を出したデモーナと互角の戦闘能力を誇る。敵の作り出した異空間では、普段より力を増し敵の力を吸収し相手以上の戦闘能力を得ることが可能。その他、太陽熱や月の光や夜の暗闇のエネルギーを吸収し自らの力に変換する。パワーや戦闘能力では若干デモーナに勝るものの、スピードや知力及び生命力ではデモーナに大分劣っている。高圧電流を胸や背中に浴びて感電することで筋力を数倍アップさせることができる特殊な体質を持つ。これはゴライアスと同様の体質を持つサイラゴやデモーナも可能とされる。
グリフを助けるためフェニックスゲートにより過去に行きナチス戦争に参加し歴史に干渉しなように歴史を模造したこともある。その他コンピューター内や異次元空間や仮想空間内や過去などあらゆる場所に突入している。ただし、これはデモーナやアンジェラにも可能である。敵の支配する異空間内では普段とは比べもにならないほどの強さを発揮でき、1000年間石化されている間に日光を吸収し続けたため現代編では過去編よりも戦闘能力が高くなっている。時間干渉系の能力にも対抗できるらしく。アーチメイジ戦やナチスドイツ軍との戦いではいつのまにか二人に増えており過去のゴライアスが未来のゴライアスを助けるという離れ技を披露している。ようするに下手にゴライアスを時間移動系の技で攻撃すると過去と未来のゴライアスが分身して手に負えなくなってしまう。 

### 武器・技
爪を使った引っかきや、翼を武器として使う。怪力も強力な武器である。爪の威力は合金も紙のように切り裂き、指だけで鉄柱も曲げられる。
また、マトリックスとの苦手な仮想空間での戦いでは自分の力を普段以上に使いこなし実力の高さを見せつけている。
肉弾戦以外に、必殺技や武器などは持ち合わせていないが飛び道具や超武器を装備した強敵をも素手のみで圧倒する優れた戦闘センスを併せ持っている。

## 変身状態

### ゴライアス人間体
18話でパックの魔法により一度だけ変身した姿。ドミニク・デスティーヌと同様にガーゴイルとしての力はほとんど失うものの、少しは能力を使えるようである。その後、パックの魔法により元の姿に戻った。その他、ティタニアが見せた夢の中でもこの姿と異なる人間体に変身しているが、戦闘能力はこちらのほうが高いようである。アニメ・コミック共に2度人間に変身している。

### オーディン・ゴライアス
ゴライアスがオーディンの瞳を身につけることによってパワーアップした姿。オーディン同様に全身は鎧で覆われ兜からは角が生え4～5mはある身長となり自在に飛ぶことができ、日光を浴びても石像になることはない。超能力戦士であり強力なサイキック能力を持ち遠距離戦にも接近戦にも強く光線や光の弓矢などどんな技でも使えるようになる反面、理性を失ってしまうという弱点もある。理性を失いはじめるため普段と違い冷酷になり性格はサイラゴに近くなる。本来オーディンの瞳はつけた者に死を招く呪いのアイテムであるためつけると寿命が縮んでしまうが、ゴライアスは体内に吸収した日光のエネルギーにより影響を受けなかった。瞳をつけたオーディンゴライアスとまだ片目が残っているオーディンとは互角のはずであったが、寿命が縮むというハンデがあるはずのゴライアスはオーディンを一方的に圧倒し、後一歩まで追い込んでいる。アンジェラやブロンクスも瞳をつければ変身できるとされるが変身することはなかった。プラズマを操る能力を持っており、物質の原子と分子を操ることで、物質をプラズマ化して火球弾のような技を作りだし遠距離の敵を攻撃することも可能である。
自ら作り出した光球で攻撃したり遠距離系の技も使える。また天候を操ることもできる。最終的に理性を失い出して暴走しオーディンを殺そうとするが、アンジェラの機転でオーディン共々助けられる。

### パワーウイングゴライアス
ゴライアスが背中の翼をパワーウイングに変化させ、飛行能力を強化させた姿。この姿に変身すると自在に飛行できるようになるほか、飛行スピードも通常とは桁違いに速くなる。背中のパワーウイングを武器や防具として使用する。ただし、変身しても戦闘能力自体は通常時と変わらない。最大飛行速度はマッハ8（約9,600 km/h）

### ファイヤーストームゴライアス（バーニングゴライアス）
ゴライアスが自己進化した姿。別名はバーニングゴライアス。コミック版に登場。危機に応じて変身する。
燃える鬼のような姿をしており、全身には火事場の力と炎の力を備えている。変身時間は限られるものの戦闘能力ははるかに向上している。一説には惑星1つを滅ぼせる戦闘能力があると言われている。
必殺技は両腕から音速の速度で放つ2兆度の火球ガーゴイルバーストと1兆度の炎を両腕に纏って放つ強力なパンチ技ガーゴイルストライク。高熱に強く溶岩の中でも活動可能。この姿でいるときは日光を浴びても石像になることはない。しかし、変身すると全身の体温が限界まで上昇するために10分間以上変身していると自らの体温で自壊してしまうという弱点がある。変身時間は10分間。最大飛行速度はマッハ7。

#### 必殺技
ガーゴイルバースト
両腕から音速で放つ2兆度の高熱の火球。威力を最小に落とした状態で地球に接近する地球の30倍巨大な無生物惑星を破壊した。神の一種であるオベロンに全力で放つと太陽系はおろか銀河系全てを粉々に破壊する破壊力があると言われている。
炎の力はゴライアスが自在にコントロールしているため、2兆度の火球は誘爆することはない。
ガーゴイルストライク
ファイヤーストームゴライアスが1兆度の炎を両腕に纏って両腕で放つ強力なパンチ。破壊力は半径3 kmを全て吹き飛ばす威力があるがあまりにも破壊力が高いために、めったに使えないという難点もある。ただし威力の調節は可能。コミック版でのみの使用。
ガーゴイルヒート
ファイヤーストームゴライアスが体表の温度を7000℃まで上昇させて敵に抱きつき、そのまま相手を焼き尽くす技。使用時にはガーゴイルフィールドと併用して周囲のへの被害を抑える。コミック版で強化ガーゴイルロボとの戦いで使用。
ガーゴイルフィールド
ガーゴイルヒート使用時に併用で使われた全身をバリアーで覆う技。
ガーゴイルヒート時に周囲への被害を抑えるために使用する。また、防御のためのバリアーの役目も果たし、宇宙空間や深海でも活動可能。
使用できる時間はファイヤーストームゴライアスの変身時間と同じく10分間。

### グリフィンゴライアス
コミック版のみに登場。
ファイヤーストームゴライアスがさらに進化した姿。全身が自らの体表が進化した頑丈な生体鎧で覆われ、ファイヤーストームゴライアスよりもさらにパワーアップしている。
必殺技はクリアーバーストと光の弓矢グリフィンアロー。変身時間に制限はない。特にスピードに優れており音速で移動できる他、地球での最大飛行時速はマッハ10である。

#### 必殺技
クリアーバースト
ガーゴイルバーストと同じ2兆度の火球。ただし、ガーゴイルバーストと違い、火球を透明にして放つところがガーゴイルバーストとの違いである。ゴライアスが脳波でコントロールしている上火球自体がテレポートするため狙われた敵は逃げられない。
グリフィンアロー
グリフィンゴライアスが片腕から放つ、光の弓矢。破壊力は凄まじくフィニッシュ技として使われる。ガーゴイルロボの大軍や復活したコヨーテシリーズとコヨーテ5.0とコヨーテ6.0との戦いで使用。
グリフィンウイング
背中に生えた巨大な翼。金属のように硬い生体鎧に覆われている上に、攻撃武器や防御兵器にもなる優れた翼。この翼のおかげでグリフォンゴライアスはマッハ10という高速で自在に飛行することができる。
音速移動
走行時には、音速で移動することができる。集団の敵や高速で移動する敵に対して有効な技。

### ミノタウロスゴライアス
グリフィンゴライアスがさらにパワーアップした姿。巨大なミノタウロスのような姿をしており、グリフィンゴライアス以上のパワーとグリフィンゴライアスと同等のスピードを誇る。全身を覆う生体鎧はミノタウロスのような姿に変わっており、防御力もパワーアップしている。また、霊力も使えるようになっており亡霊相手にも戦えるようになっている。必殺技は、ホーンクラッシュとゴーストクラッシャーとミノタウロスアロー。亡霊ヘイコンとの戦いで初めて変身した。最大飛行速度はマッハ8。
- 飛行速度：マッハ8
- ジャンプ力：92メートル
- パンチ力：97トン
- キック力：200トン
- 走力：100mを1.5秒

#### 必殺技
ホーンクラッシュ
ミノタウロスゴライアスがミノタウロスホーンを使って突撃する技。破壊力は凄まじく、高層ビルを一撃で破壊する。ミノタウロスホーンは伸縮自在である。
ゴーストクラッシャー
両腕から放つ、霊気で作り出した光球。霊力で作られた光球のため、亡霊相手にも使用可能。亡霊を強制的に成仏させる力を持つ。復活したヘイコンとの戦いで使用。ヘイコンを成仏させた。
ミノタウロスアロー
グリフィンアローと同様の技。ヘイコン相手に使用したが、かわされて命中はしなかったため、威力や詳細は不明。
ミノタウロスホーン
頭部から生えた巨大な角。伸縮自在でドリルのように使用できる。振動させれば、半径3 m以内の物体を全て切り裂くことができる。

### デラックスエレクトロニックゴライアス
コミック版のみに登場した、ゴライアスの強化変身形態。全身に高圧電流を帯びており必殺技の両目から放つ電流ビームのエレクトロビームを放つことができる。その他、全身から放電し必殺技ガーゴイルサンダーを放つことが可能となった。単純な戦闘能力自体はファイヤーストームゴライアスと互角程度。アニメ未登場。最大飛行速度はマッハ7。

#### 必殺技
エレクトロビーム
両目から放つ高熱を帯びた赤い電流ビーム。コミックでは再戦したサイバーウルフを一撃で吹き飛ばしダウンさせた。必殺技の一つ。使用する際にはゴライアスの両目が赤く発光する。
ガーゴイルサンダー
全身から高圧電流を放出し、敵を感電させてしまう必殺技。コヨーテ4.0の強化版である強固な装甲を誇るコヨーテ5.0に対して使用。直撃させ一撃で大破させてしまった。

### ハードワイヤードゴライアス（hardwired　goliath）
ゴライアスがマトリックスとの仮想空間内にて初めて変身した姿でアニメ・コミック共に登場。ゴライアスが仮想空間内で体を分子化し、肉体を再構成した姿。普段のゴライアスと違い自分で作り出した仲間のガーゴイル達を召喚することができ、サイバーザナトス同様にあらゆる機械に侵入することができるほか、肉体を自ら原子分解したり全身の硬度を0から合金のような硬さにしたり巨大化することも可能。夢の中でも戦闘が可能で敵の体内に突入して内部から攻撃することもできる。仮想空間の支配者であるマトリックスを一方的に追い込んでいる。サイバーザナトス戦では頭部以外を原子分解されるも、ドミニクの声援によりサイバーザナトスのエネルギーを吸収することによりこの姿に変身し、全身を物質や物体に変化させる能力を持つサイバーザナトスをパンチ連打により異空間内で消滅させている。コミック版ではアニメ版とでは異なりコミック版では一度肉体を分子化してからコンピュータ内に侵入した後、現実世界に戻り肉体を再構築して変身する。設定上、同じ特性を持つアンジェラやデモーナもこの姿に変身できるとされるが変身することはなかった。

#### 必殺技
ワイヤードインパクト
サイバーザナトスを消滅させた技。パンチを連打し、その風圧で敵を消滅させる技。その他、敵の頭部を直接素手で破壊するという使用方法もある。
原子化分子化
肉体を自ら原子分解させる技で、サイバーザナトス同様にあらゆる機械に侵入することが可能。光の粒子となって移動することもできる。

### アルティメットゴライアス
ミノタウロスゴライアス同様、コミックのみに登場。
ミノタウロスゴライアスがさらに究極進化したゴライアスの究極形態。バーニング、グリフィン、ミノタウロスなど全形態分の戦闘能力を備える。ファイヤーストームの耐熱性、グリフィン以上のスピード、ミノタウロスを凌ぐパワーなどを持つ他、全形態の全ての技が使える。
全身を覆い尽くす生体鎧はミノタウロスとグリフィンを合わせたような姿をしており、強度ははるかに増している。さらに背中には巨大な翼アルティットウイングを備えている。なお、日光を浴びると石像になるという弱点は完全に克服した。ただし、朝の内に変身を解除すると強制的に石像になってしまう。この形態に変身するときには一度ファイヤーストームゴライアスの姿になり、ファイヤーストームの姿から再び変身して変身が完了する仕組み（玩具では、グリフィン、ミノタウロスを購入し、ファイヤーストームゴライアスに全パーツを装着することで完成する仕組みとなっている）。地球・宇宙空間での最高飛行速度はマッハ12。
- 飛行速度：マッハ12
- 走行速度：マッハ8
- 水中速度：マッハ7
- 潜地速度：マッハ6
- ジャンプ力：9000メートル
- 握力：300000トン（人間換算で300キロ）
- パンチ力：3億トン
- キック力：7億トン

#### 必殺技
クリアーバースト
グリフィンゴライアスが使用するものと同じ、2兆度の透明な火球。威力に変化なし。
バーニングフィールド
バーニングフィールドと同様の技。ゴライアスが進化したため、使用制限時間はなくなった。
ゴーストクラッシャー
ミノタウロスゴライアスが放つのと同じ、亡霊を強制的に成仏させる霊気で出来た光球。
アルティメットクラッシュ
ホーンクラッシュの強化版。高層ビル群を一撃で倒壊させるほどの威力がある。桁外れに威力が向上している。
ミノタウロスホーン
長さ強度破壊力がアップした最大4mまで伸びる伸縮自在の巨大な2本の角。ドリルのように回転する他、超震動波を発して半径5m以内の物体を全て切断する。強度はダイヤモンドの3倍。2本の角の長さは左右共に1m。
アルティメットウイング
背中から生える巨大な翼。この翼によりマッハ12（約14,400 km/h）という驚異的なスピードで飛行することができる。また、敵を切断する強力な武器としても使用可能（コミックの解説では、巨大空母を一刀両断する威力があるという）。合金並みの強度を誇る生体鎧で覆われているため防御武器として使える他、頑丈な為、敵に破壊されるということもない。
テレポート
自在に瞬間移動する技。ただし、短距離が限界である。
音速移動
走行時には音速で動くことができる加速攻撃。動きの素早い敵や集団の敵に対して有効な技。また、敵の攻撃を避ける際にも使用。テレポートとも併用して使用できる利点がある。
ガーゴイルサンダー
アルティメットゴライアスが全身から高圧電流を流す技。組み合った敵に対して使用する他、周囲に放電し遠距離の敵も攻撃可能。放出される電流の威力は凄まじく高層ビルを一撃で粉砕する威力がある。威力はエレクトロニックゴライアスのガーゴイルサンダーと変化なし。
アルティメットヒート
全身の体温を6,000℃に上げ、敵に抱き付き焼き尽くす技。ガーゴイルヒートと同様の技だが、アルティメットゴライアスの体表が生体鎧に覆われているため、ファイヤーストームゴライアスのガーゴイルヒートよりも威力は劣っている。
バーニングストライク
ガーゴイルストライクと同様の、1兆度の炎を両腕に纏って放つパンチ技。威力は（コミックの設定上）ガーゴイルストライクと変化なし。
テレパシー
アルティメットゴライアスが得意とする技。自分の意思で人間を操ってしまう技。ゴライアスの場合は悪人のみに使用。ただし、使用後は疲労困憊になる上に短時間しか使用できないなど弱点も多い。
宇宙空間飛行
アルティメット形態では日光のエネルギーにより呼吸の必要もなくなっているため、ある程度なら真空の宇宙空間でも飛行や活動は可能。バーニングフィールドを使用していれば設定上、数日間は宇宙空間でも活動できるとされている。
念力
アルティメット形態でのみ使える技。短時間ならばジャンボジェット機や航空母艦ですら持ち上げる。その他、敵の動きを封じる際などにも使用。
エレクトロビーム
エレクトロニックゴライアスが放つのと同様の赤い高熱の電流ビーム。技自体は変化なし。

### アルティメットダークネスゴライアス
コミックの後半で変身したゴライアスの究極最強最終形態。アルティメットゴライアスがビーナスストームアンジェラやレインストームハドソンら7人分の能力を受けとり最終進化した形態。ガーゴイル7人分とゴライアスの6形態分の戦闘能力を備えている他、ゴライアスの全形態とさらにガーゴイル7人分の能力及び必殺技を使用可能。ただし、この形態に変身してしまうとその後24時間その他の形態への変身は不可能となるほか、凄まじい疲労困憊状態に陥ってしまう。レインストームハドソンの能力も受け継いでいるため天候を操ることができる。ゴライアスが仲間に能力を変換してしまったため、以後この形態には変身不可能となったが、危機に陥れば再び変身可能とされている。この姿のままでいるとなにもしなくても戦闘能が無限大に増大していく。変身時間制限はなし、最高飛行速度はマッハ36。
- 飛行速度：マッハ36
- 走行速度：マッハ18
- 水中速度：マッハ16
- 潜地速度：マッハ15
- ジャンプ力：10000メートル
- 握力：500000トン（人間換算で500キロ）
- パンチ力：4億トン
- キック力：8億トン

#### 必殺技
クリアーバースト
ゴライアスの必殺技。2兆度の透明な火球。脳波でコントロールすることができ敵に命中するまで飛ぶことができる。
ボディバースト
必殺技そのものをテレポートさせ敵の体内に直接送り込む。
ビーナスストライク
ビーナスストームアンジェラの得意技。ガーゴイルストライクと同様で1兆度の炎を腕に纏って放つ強力なパンチ技。ガーゴイルストライクと違い片腕で繰り出すところが違う。しかし、威力はガーゴイルストライクを上回っている。アルティメットダークネスゴライアスの使う技の中でもかなり高い威力を誇っている。
ビーナスイリュージョン
ビーナスストームアンジェラから受け取った技。拳から3,000℃の複数の高熱の火球を作り出し、遠方の敵にぶつけて粉砕する技。最大1万発まで連射が可能。遠距離の相手に対して効果を発揮する。
ストームブリザード
レインストームハドソンの必殺技。口から強力な冷凍光線を発射して敵の内臓や血液や骨格を内部から(機械であれば内部機械)凍結させ爆破してしまう技。ダークネスゴライアスもハドソン同様に口から放つ。威力に変化なし。
アイスミサイル
アイスストームブルックリンから受け継いだ技。ゴライアスの場合はダークネスウイングから連続で放つ氷のミサイル。破壊力は凄まじく連射もきく上に最大100万発まで連射が可能。
アームアックス
ステルスブロードウェイから受け継いだ必殺技。両腕を手斧のようにして振り下ろし相手を斬り裂く。連打することで威力が増す。
トライデントアロー
ステルスレキシントンの得意技。グリフォンアローと同様に片腕から光の銛を作りだし敵にぶつけて撃破する。
ライオンアタック
ライオンブロンクスから受け継いだ必殺技で、牙で敵に噛み付くと同時に爪を突き立て爆破エネルギーを注入し敵を内部から粉々に粉砕する技。その他爪のみで連打して攻撃するという使用手段もある。
グリフィンアロー
グリフィンゴライアスのグリフィンアローと同様の技。
ガーゴイルフィールド
ファイヤーストームゴライアスのガーゴイルフィールドと同様の技。威力に変化なし。
- その他、上記のアルティメットゴライアスと7人分のガーゴイルの全ての能力や技を使用可能である。ただし威力自体に変化なし。

アルティメットダークネスウイング
ダークネスゴライアスの背中から生えるアルティメットウイングがさらに進化した頑丈で鋭利な武器にもなる最強の翼。普段はマント状になっており、使用時には巨大な翼に変化する。
アルティメットウイングの2倍の強度とアルティメットウイングの10倍の破壊力を誇る。
ダークネスブラスト
ダークネスゴライアスの最強技。体内に溢れた全エネルギーを両腕に集めて圧縮し、強力な破壊力の光球を放ち、敵を撃破する最強技。破壊力は凄まじく最大破壊力で放つと地球はおろか銀河系全てを完全に消滅させてしまう破壊力があり、使用者であるダークネスゴライアスですら爆発に巻き込まれればただではすまないため、威力を最小限に下げて使用しなければならない。破壊力は凄まじいものの脳波でコントロールすることは可能。ユナイトデビルガーゴイルを撃破した技。
ダークネスブレード
レインストームハドソンのストームアックスが進化した長さ2ｍの巨大剣。巨大な剣だが自身での意思を持つためゴライアスの手に吸い付くほど軽い。地球上のものなら物体、物質問わず切断できる他、刀身は宇宙レベルで無限に伸びるため最大まで伸ばして地球をも両断することが可能な他、次元を切り裂いたり、ミノタウロスゴライアスの霊力も加わっているため霊体すらも切り裂いて消滅させることが可能である。一振りで千個の小惑星を破壊する威力を持つ。
プラネットスライサー
ダークネスブレードによる一振りの斬撃で千個の小惑星を消滅させる威力を持つ。
暗闇化
全身を闇に変化させる技。闇化状態ではどんな物理攻撃も無効化することが可能で、暗闇形態のまま敵に攻撃を加えることも可能。単一の宇宙爆発ですらダメージを受けない。
ボディミラージュ
魔法の影響を受けた全身で敵の打撃や光線技を全て増幅して打ち返し受けた光線技を例外なくコピーして自身のものとし本来の使用者のものよりも強力なものとする。打撃を放った敵はその部位にダメージを受ける。
ミクロシュート
全身から放つ光で相手をミクロ化させて戦力を奪って攻撃する。
ミクロティングエンド
全身をミクロ化した状態で敵の体内にテレポートし2兆度の炎で体内から焼き尽くす。
フェニックステレポート
フェニックスゲートの影響を受けた能力で自在に過去や未来に行き来し敵の変身前や弱い頃の敵を攻撃できる。
フェニックスブラックホール
ダークネスゴライアスが生体鎧の胸のダークネスチェストを開いてブラックホールを生成し、敵を引きずり込む技。複数の敵や生命力の高い敵に対して有効。
ダークネスプラネットエンド
ダークネスゴライアスが地球全体をガーゴイルフィールドで覆い尽くし、全身から大量の闇を放出し、次元や空間から崩壊させ惑星自体を消滅させる究極技。使用した場合は使用者であるダークネスゴライアスも無事では済まず命と引き換えに放つこととなる。コミックの作中では一度だけ使用されたが技の使用中に途中で躊躇らい不発に終わったため正確な威力自体は不明。
ダークネススペースエンド
プラネットエンドの強化版。設定のみの技だがダークネスゴライアスの最終究極奥義。全身からガーゴイルフィールドを放出し宇宙中を包み込んで自爆し宇宙そのものを無に返す技。使用した場合はもちろんゴライアスも死亡する。